# Pohár Rudého práva 1981/1982
Čtvrtý ročník Poháru Rudého práva v ledním hokeji se konal od 12. srpna 1981 do 10. září 1982. Po roční pauze a po dohodě mezi hokejovými svazy se pozměnil charakter turnaje z důvodu konání Kanadského poháru. Zásadní změnou prošel herní systém. Hrálo se nyní během sezóny, dvoukolově každý s každým doma a venku. Výjimkou byla sovětská sborná, která všechna utkání odehrála na hřištích soupeřů. Vrcholem turnaje bylo dvouzápasové finále, ve kterém titul získalo opět mužstvo SSSR.
Úvod turnaje posloužil týmům SSSR, Švédska a Finska jako příprava pro zářijový Kanadský pohár. Československý tým se zapojil až koncem října a závěr základní části pro změnu byl důležitou přípravou před světovým šampionátem. Finále mezi dvěma nejlepšími týmy se nakonec uskutečnilo až září. Pokud by se v odvetě nerozhodlo o celkovém vítězi turnaje (kdyby měla obě mužstva ze dvou utkání stejně bodů i shodné skóre) muselo by se prodlužovat o deset minut. Když by ani v této době nepadlo rozhodnutí, přišla by ke slovu trestná střílení.

## Základní část
| Poř. | Tým            | Z | V | R | P | Skóre | B  |
| ---- | -------------- | - | - | - | - | ----- | -- |
| 1.   | SSSR           | 6 | 6 | 0 | 0 | 26:13 | 12 |
| 2.   | Československo | 6 | 3 | 1 | 2 | 26:19 | 7  |
| 3.   | Švédsko        | 6 | 1 | 2 | 3 | 17:18 | 4  |
| 4.   | Finsko         | 6 | 0 | 1 | 5 | 12:31 | 1  |

 Švédsko –  SSSR 1:2 (0:1, 0:0, 1:1)
12. srpna 1981 – Stockholm

Branky Švédska: 60. Nilsson.

Branky SSSR: 8. Sergej Kapustin, 48. Viktor Šalimov.

Rozhodčí: Karl-Gustav Kaisla (FIN)

Vyloučení: 12:8
SSSR: Vladislav Treťjak – Alexej Kasatonov, Vjačeslav Fetisov, Irek Gimajev, Zinetula Biljaletdinov, Vasilij Pěrvuchin, Sergej Babinov, - Vladimir Zubkov – Sergej Makarov, Igor Larionov, Valerij Charlamov - Viktor Šalimov, Sergej Šepelev, Sergej Kapustin – Alexandr Malcev, Vladimir Golikov, Helmuts Balderis - Nikolaj Drozděckij, Viktor Žluktov, Andrej Chomutov.
Švédsko:  Pelle Lindbergh (28. Peter Lindmark) - Börje Salming, Peter Helander, Stefan Persson, Mats Waltin, Tomas Jonsson, Lars Lindgren - Anders Hedberg, Ulf Nilsson, Anders Håkansson - Anders Kallur, Thomas Gradin, Jörgen Pettersson - Lars Molin, Thomas Steen, Kent Nilsson - Kent-Erik Andersson, Patrik Sundström, Bengt Lundholm.
 Švédsko –  SSSR 1:4 (0:1, 0:0, 1:1)
14. srpna 1981 – Göteborg

Branky Švédska: 11. Bengt Lundholm.

Branky SSSR: 35. Igor Larionov, 42. Sergej Kapustin, 44. Nikolaj Drozděckij, 45. Igor Larionov.

Rozhodčí: Karl-Gustav Kaisla (FIN)

Vyloučení: 5:4
Švédsko: Peter Lindmark - Börje Salming, Thomas Eriksson, Stefan Persson, Mats Waltin, Tomas Jonsson, Lars Lindgren - Anders Hedberg, Ulf Nilsson, Jörgen Pettersson - Anders Kallur, Thomas Gradin, Ulf Isaksson - Lars Molin, Thomas Steen, Kent Nilsson - Kent-Erik Andersson, Patrik Sundström, Bengt Lundholm.
SSSR: Vladislav Treťjak – Alexej Kasatonov, Vjačeslav Fetisov, Michail Vasiljev, Irek Gimajev, Zinetula Biljaletdinov, Vasilij Pěrvuchin, Sergej Babinov, Vladimir Zubkov – Sergej Makarov, Igor Larionov, Valerij Charlamov - Viktor Šalimov, Sergej Šepelev, Sergej Kapustin – Alexandr Malcev, Vladimir Golikov, Nikolaj Drozděckij - Sergej Světlov, Anatolij Semjonov, Alexandr Koževnikov.
 Finsko –  SSSR 3:4 (1:0, 1:1, 1:3)
17. srpna 1981 – Tampere

Branky Finska: 18. Matti Hagman, 30. Raimo Hirvonen, 58. Markku Kiimalainen.

Branky SSSR: 36. Sergej Makarov, 48. Alexandr Malcev, 54. Nikolaj Drozděckij, 57. Viktor Žluktov.

Rozhodčí: Dag Olsson (SWE)

Vyloučení: 3:6
Finsko: Markus Mattsson - Tapio Levo, Pekka Rautakallio, Timo Nummelin, Juha Huikari, Reijo Ruotsalainen, Raimo Hirvonen, Juha Tuohimaa - Ilkka Sinisalo, Matti Hagman, Jari Kurri - Kari Makkonen, Veli-Pekka Ketola, Arto Javanainen - Markku Kiimalainen, Mikko Leinonen, Jukka Porvari - Jorma Sevon, Kari Jalonen, Pekka Arbelius.
SSSR: Vladimir Myškin - Alexej Kasatonov, Vjačeslav Fetisov, Michail Vasiljev, Irek Gimajev, Sergej Babinov, Vladimir Zubkov, Zinetula Biljaletdinov, Vasilij Pěrvuchin - Sergej Makarov, Igor Larionov, Nikolaj Drozděckij - Viktor Šalimov, Sergej Šepelev, Sergej Kapustin – Alexandr Malcev, Anatolij Semjonov, Sergej Světlov - Viktor Žluktov, Helmuts Balderis, Valerij Charlamov.
 Finsko –  SSSR 2:5 (0:2, 1:0, 1:3)
18. srpna 1981 – Helsinky

Branky Finska: 39. Arto Javalainen, 2:3 49. Tapio Levo.

Branky SSSR: 4. Andrej Chomutov, 19. Alexandr Skvorcov, 42. Helmuts Balderis, 2:4 49. Viktor Žluktov, 56. Sergej Šepelev.

Rozhodčí: Dag Olsson (SWE)

Vyloučení: 4:7
Finsko: Hannu Lassila - Tapio Levo, Pekka Rautakallio, Timo Nummelin, Juha Huikari, Reijo Ruotsalainen, Raimo Hirvonen, Juha Tuohimaa - Ilkka Sinisalo, Matti Hagman, Jari Kurri - Kari Makkonen, Veli-Pekka Ketola, Arto Javanainen - Markku Kiimalainen, Mikko Leinonen, Jukka Porvari - Jorma Sevon, Kari Jalonen, Pekka Arbelius.
SSSR: Vladislav Treťjak - Alexej Kasatonov, Vjačeslav Fetisov, Michail Vasiljev, Irek Gimajev, Sergej Babinov, Vladimir Zubkov, Zinetula Biljaletdinov, Vasilij Pěrvuchin - Sergej Makarov, Igor Larionov, Valerij Charlamov - Helmuts Balderis, Sergej Šepelev, Sergej Kapustin – Alexandr Malcev, Vladimir Golikov, Nikolaj Drozděckij - Alexandr Skvorcov, Viktor Žluktov, Andrej Chomutov.
 Československo –  Finsko 7:1 (2:0, 2:1, 3:0)
28. října 1981 - Teplice

Branky a nahrávky Československa: 5:05 Jiří Lála (Jindřich Kokrment), 5:24 Vincent Lukáč (Dárius Rusnák), 33:45 Milan Chalupa, 33:56 Jaroslav Korbela (František Černík), 49:42 Stanislav Hajdůšek (Arnold Kadlec, Jindřich Kokrment), 50:26 Dárius Rusnák (Vincent Lukáč, Milan Chalupa), 58:49 Dárius Rusnák.

Branky a nahrávky Finska: 27:38 Ismo Villa (Pertti Lehtonen).

Rozhodčí: Harry Westreicher (AUT) – Luděk Exner (TCH), Jan Tatíček (TCH)

Vyloučení: 7:11 (využití 2:0) z toho Raimo Hirvonen na 5 minut.
ČSSR: Jiří Králík – Radoslav Svoboda, Miloslav Hořava, Arnold Kadlec, Stanislav Hajdůšek, Milan Chalupa, Miroslav Dvořák, Eduard Uvíra, Peter Slanina – Pavel Richter, Milan Nový, Jaroslav Hübl – Jiří Lála, Jindřich Kokrment, Lubomír Pěnička – Vincent Lukáč, Dárius Rusnák, Jaroslav Pouzar – Jaroslav Korbela, Norbert Král, František Černý.
Finsko: Hannu Lassila – Timo Nummelin, Lasse Litma, Pertti Lehtonen, Raimo Hirvonen, Juha Tuohimaa, Juha Huikari, Seppo Suoraniemi, Hannu Helander – Håkan Hjerpe, Anssi Melametsä, Reijo Leppänen – Markku Kiimalainen, Harri Tuohimaa, Ismo Villa – Jorma Sevon, Kari Jalonen, Pekka Arbelius – Jari Lindgren, Markku Hakulinen, Timo Susi.
 Československo –  Finsko 5:2 (2:0, 2:2, 1:0)
29. října 1981 - Praha

Branky a nahrávky Československa: 10:34 Milan Chalupa (Pavel Richter), 13:16 Miloslav Hořava, 30:35 Dárius Rusnák (Jaroslav Pouzar), 36:25 Dárius Rusnák (Vincent Lukáč), 49:17 Jiří Lála (Stanislav Hajdůšek).

Branky a nahrávky Finska: 28:52 Håkan Hjerpe, 30:35 Jorma Sevon.

Rozhodčí: Harry Westreicher (AUT) – Luděk Exner (TCH), Jan Tatíček (TCH)

Vyloučení: 7:11 (využití 3:1)
ČSSR: Karel Lang – Radoslav Svoboda, Miloslav Hořava, Arnold Kadlec, Stanislav Hajdůšek, Milan Chalupa, Miroslav Dvořák, Eduard Uvíra, Peter Slanina – Oldřich Válek, Milan Nový, Pavel Richter – Jiří Lála, Jindřich Kokrment, Lubomír Pěnička – Vincent Lukáč, Dárius Rusnák, Jaroslav Pouzar – Jaroslav Korbela, Norbert Král, František Černý.
Finsko: Rauli Sohlman – Timo Nummelin, Lasse Litma, Pertti Lehtonen, Raimo Hirvonen, Juha Tuohimaa, Juha Huikari, Seppo Suoraniemi, Hannu Helander – Håkan Hjerpe, Hakulinen, Reijo Leppänen – Jorma Sevon, Harri Tuohimaa, Ismo Villa – Jari Lindgren, Anssi Melametsä, Timo Susi – Kari Jalonen, Pekka Arbelius.
 Finsko –  Švédsko 3:3 (1:2, 2:0, 0:1)
13. prosince 1981 – Oulu

Branky Finska: 10. Kari Jalonen, 2:2 40. Kari Jalonen, 3:2 40. Kari Jalonen.

Branky Švédska: 11. Håkan Loob, 16. Ove Olsson, 46. Patrik Sundström.

Rozhodčí: Jurij Karandin (URS)

Vyloučení: 4:5
Finsko: Hannu Lassila - Timo Nummelin, Lasse Litma, Juha Huikari, Seppo Suoraniemi, Pertti Lehtonen, Raimo Hirvonen, Hannu Helander - Seppo Ahokainen, Hakulinen, Håkan Hjerpe - Pekka Arbelius, Kari Jalonen, Jari Lindgren - Jorma Sevon, Mäkitalo, Erkki Laine, Markku Kiimalainen - Hannu Koskinen, Timo Susi, Heikinen
Švédsko: Göte Wälitalo - Göran Lindblom, Mats Thelin, Roger Hägglund, Håkan Nordin, Jan Eriksson, Tommy Samuelsson - Peter Sundström, Patrik Sundström, Ulf Isaksson - Mats Näslund, Ove Olsson, Tommy Mörth – Mats Ulander, Thomas Rundqvist, Håkan Loob.
 Švédsko –  Finsko 7:1 (2:0, 2:0, 3:1)
3. února 1982 – Västerås

Branky Švédska: 2x Thomas Rundqvist, 2x Jan Eriksson, Mats Näslund, Håkan Loob, Själin.

Branky Finska: Lasse Litma.

Rozhodčí: Viktor Dombrovský (URS)

Vyloučení: 5:8
 Československo –  SSSR 3:5 (2:1, 0:2, 1:2)
14. února 1982 – Praha

Branky a nahrávky Československa: 15. Arnold Kadlec (Vincent Lukáč), 19. Jindřich Kokrment (František Černý), 55. Jiří Dudáček (Miloslav Hořava).

Branky a nahrávky SSSR: 9. Sergej Kapustin (Viktor Šalimov), 26. Igor Larionov (Vjačeslav Fetisov), 30. Sergej Makarov (Vjačeslav Fetisov), 45. Vladimir Krutov (Alexej Kasatonov), 51. Sergej Šepelev (Valerij Vasiljev).

Rozhodčí: Dag Olsson (SWE) – Luděk Exner (TCH), Jan Tatíček (TCH)

Vyloučení: 4:7 (využití 2:2)
ČSSR: Karel Lang – Arnold Kadlec, Eduard Uvíra, Radoslav Svoboda, Miloslav Hořava, Milan Chalupa, Miroslav Dvořák – Jiří Lála, Jindřich Kokrment, František Černý – Jiří Dudáček, Milan Nový, František Černík – Jiří Hrdina, Vladimír Růžička, Jaroslav Pouzar – Vincent Lukáč, Peter Ihnačák, Igor Liba.
SSSR: Vladislav Treťjak – Alexej Kasatonov, Vjačeslav Fetisov, Sergej Babinov, Valerij Vasiljev, Zinetula Biljaletdinov, Vasilij Pěrvuchin, Irek Gimajev, Vladimir Zubkov – Sergej Makarov, Igor Larionov, Vladimir Krutov – Viktor Šalimov, Sergej Šepelev, Sergej Kapustin – Alexandr Koževnikov, Alexandr Malcev, Nikolaj Drozděckij – Alexandr Skvorcov, Vladimir Kovin, Michail Varnakov.
 Československo –  SSSR 3:6 (1:5, 1:0, 1:1)
16. února 1982 (16:30) – Praha

Branky a nahrávky Československa: 14. Milan Nový (František Černík), 40. Jaroslav Korbela (Jindřich Kokrment), 47. Milan Nový (Jiří Dudáček).

Branky a nahrávky SSSR: 5. Sergej Makarov (Vladimir Krutov), 12. Sergej Makarov, 3:1 19. Alexej Kasatonov (Vjačeslav Fetisov), 4:1 19. Alexandr Koževnikov (Vasilij Pěrvuchin), 20. Vladimir Kovin (Michail Varnakov), 48. Alexej Kasatonov (Sergej Babinov).

Rozhodčí: Dag Olsson (SWE) – Luděk Exner (TCH), Jan Tatíček (TCH)

Vyloučení: 7:10 (využití 3:3)
ČSSR: Karel Lang (21. Jiří Králík) – Arnold Kadlec, Stanislav Hajdušek, Radoslav Svoboda, Miloslav Hořava, Milan Chalupa, Miroslav Dvořák, Eduard Uvíra, Miroslav Michalovský – Jiří Lála, Jindřich Kokrment, Jaroslav Korbela – Jiří Dudáček, Milan Nový, František Černík – Jiří Šejba, Vladimír Růžička, Jiří Hrdina – Vincent Lukáč, Peter Ihnačák, Igor Liba.
SSSR: Vladimir Myškin – Alexej Kasatonov, Vjačeslav Fetisov, Sergej Babinov, Valerij Vasiljev, Zinetula Biljaletdinov, Vasilij Pěrvuchin, Irek Gimajev, Vladimir Zubkov – Sergej Makarov, Igor Larionov, Vladimir Krutov – Viktor Šalimov, Sergej Šepelev, Sergej Kapustin – Alexandr Malcev, Vladimir Golikov, Alexandr Koževnikov – Alexandr Skvorcov, Vladimir Kovin, Michail Varnakov.
 Československo –  Švédsko 4:4 (1:1, 3:1, 0:2)
2. dubna 1982 (17:00) – Praha

Branky a nahrávky Československa: 11:11 Dušan Pašek (Dárius Rusnák), 24:01 Dárius Rusnák (Jaroslav Pouzar), 29:08 Igor Liba (Vincent Lukáč), 32:25 Pavel Richter (Milan Nový).

Branky a nahrávky Švédska: 6:21 Hasse Sjöö (Tommy Mörth), 25:46 Hasse Sjöö, 45:02 Tommy Själin (Ove Olsson), 50:39 Göran Lindblom (Ulf Isaksson).

Rozhodčí: Harry Järvi (FIN) – Slavomír Caban (TCH), Jozef Kriška (TCH)

Vyloučení: 9:5 (využití 1:1)
ČSSR: Karel Lang – Eduard Uvíra, Miloslav Hořava, Arnold Kadlec, Miroslav Michalovský, Milan Chalupa, Miroslav Dvořák, Radoslav Svoboda, Antonín Plánovský – František Černík, Milan Nový, Pavel Richter – Jiří Lála, Jindřich Kokrment, Jiří Hrdina – Dušan Pašek, Dárius Rusnák, Jaroslav Pouzar – Vincent Lukáč, Peter Ihnačák, Igor Liba.
Švédsko: Peter Lindmark – Göran Lindblom, Mats Thelin, Peter Andersson, Peter Helander, Thomas Eriksson, Tommy Samuelsson – Mats Ulander, Patrik Sundström, Ulf Isaksson – Mats Näslund, Ove Olsson, Tommy Själin - Håkan Loob, Thomas Rundqvist, Jan Eriksson - Hasse Sjöö, Tommy Mörth.   
 Československo –  Švédsko 4:1 (0:0, 1:0, 3:1)
4. dubna 1982 (16:30) – Hradec Králové

Branky a nahrávky Československa: 31:30 Peter Ihnačák, 46:48 František Černík, 48:50 Jindřich Kokrment, 59:38 Dárius Rusnák (Miroslav Dvořák).

Branky a nahrávky Švédska: 43:45 Roger Hägglund (Mats Näslund).

Rozhodčí: Harry Järvi (FIN) – Slavomír Caban (TCH), Jozef Kriška (TCH)

Vyloučení: 5:7 (využití 1:0)
ČSSR: Jiří Králík – Eduard Uvíra, Miloslav Hořava, Milan Chalupa, Miroslav Dvořák, Arnold Kadlec, Miroslav Michalovský, Radoslav Svoboda, Antonín Plánovský – Jiří Hrdina, Milan Nový, Pavel Richter – Jiří Lála, Jindřich Kokrment, František Černík – Dušan Pašek, Dárius Rusnák, Jaroslav Pouzar – Vincent Lukáč, Peter Ihnačák, Igor Liba.
Švédsko: Göte Wälitalo – Göran Lindblom, Mats Thelin, Peter Andersson, Roger Hägglund, Thomas Eriksson, Tommy Samuelsson, Jan Eriksson, Peter Helander – Mats Ulander, Hasse Sjöö, Tommy Själin - Peter Sundström, Patrik Sundström, Ulf Isaksson - Jan Erixon, Thomas Rundqvist, Håkan Loob – Mats Näslund, Ove Olsson, Tommy Mörth.

## Finále
Československo –  SSSR 4:7 (1:2, 3:3, 0:2)
8. září 1982 (17:00) – Bratislava

Branky a nahrávky Československa: 5:54 Igor Liba, 24:55 Vladimír Růžička, 25:43 Dušan Pašek, 25:53 Vincent Lukáč.

Branky a nahrávky SSSR: 0:49 Vladimir Krutov (Vjačeslav Fetisov), 15:28 Viktor Šalimov, 23:35 Anatolij Semjonov (Zinetula Biljaletdinov), 26:41 Igor Larionov (Vladimir Krutov), 34:07 Anatolij Semjonov, 42:17 Vjačeslav Bykov, 56:37 Nikolaj Drozděckij (Viktor Ťumeněv).

Rozhodčí: Pertti Juhola (FIN) – Slavomír Caban (TCH), Jozef Kriška (TCH)

Vyloučení: 7:6 (využití 0:2)
ČSSR: Jaromír Šindel – Radoslav Svoboda, Eduard Uvíra, Milan Chalupa, Jaroslav Benák, Arnold Kadlec, František Musil, Ladislav Kolda, Mojmír Božík – Vincent Lukáč, Dárius Rusnák, Igor Liba – Ivan Dornič, Dušan Pašek, Jaroslav Korbela – Jiří Lála, Jindřich Kokrment, František Černík – Jiří Hrdina, Vladimír Růžička, Pavel Richter.
SSSR: Vladislav Treťjak – Alexej Kasatonov, Vjačeslav Fetisov, Zinetula Biljaletdinov, Vasilij Pěrvuchin, Vladimir Zubkov, Sergej Babinov, Irek Gimajev – Sergej Makarov, Igor Larionov, Vladimir Krutov – Sergej Světlov, Vladimir Golikov, Anatolij Semjonov – Viktor Šalimov, Sergej Šepelev, Alexandr Koževnikov – Nikolaj Drozděckij, Vjačeslav Bykov, Valerij Charlamov – Viktor Ťumeněv.
 Československo –  SSSR 2:4 (1:1, 1:2, 0:1)
10. září 1982 (17:00) – Praha

Branky a nahrávky Československa: 16. Vincent Lukáč (Igor Liba), 32. Milan Chalupa.

Branky a nahrávky SSSR: 6. Alexandr Koževnikov, 21. Sergej Makarov (Igor Larionov, Vjačeslav Fetisov), 23. Vladimir Krutov, 55. Vjačeslav Bykov (Michail Vasiljev).

Rozhodčí: Pertti Juhola (FIN) – Luděk Exner (TCH), Jan Tatíček (TCH)

Vyloučení: 6:10 (využití 1:1)
ČSSR: Jiří Králík – Milan Chalupa, Jaroslav Benák, Radoslav Svoboda, Eduard Uvíra, Arnold Kadlec, František Musil, Ladislav Kolda, Mojmír Božík – Jiří Lála, Jindřich Kokrment, František Černík – Vincent Lukáč, Dárius Rusnák, Igor Liba – Jiří Hrdina,, Vladimír Růžička, Pavel Richter – Dušan Pašek, Rostislav Vlach, Ivan Dornič.
SSSR: Vladimir Myškin – Alexej Kasatonov, Vjačeslav Fetisov, Zinetula Biljaletdinov, Vasilij Pěrvuchin, Vladimir Zubkov, Ilja Bjakin, Irek Gimajev, Andrej Martemjanov – Sergej Makarov, Igor Larionov, Vladimir Krutov – Sergej Světlov, Vladimir Golikov, Anatolij Semjonov – Viktor Šalimov, Sergej Šepelev, Alexandr Koževnikov – Nikolaj Drozděckij, Vjačeslav Bykov, Michail Vasiljev.

## Soupisky týmů
1.  SSSR

Brankáři: Vladislav Treťjak, Vladimir Myškin.

Obránci:  Alexej Kasatonov, Vjačeslav Fetisov, Zinetula Biljaletdinov, Vasilij Pěrvuchin, Irek Gimajev, Vladimir Zubkov, Sergej Babinov, Valerij Vasiljev, Ilja Bjakin, Andrej Martemjanov.

Útočníci: Sergej Makarov, Igor Larionov, Vladimir Krutov, Sergej Kapustin, Viktor Šalimov, Viktor Žluktov, Helmuts Balderis, Valerij Charlamov, Sergej Šepelev, Alexandr Koževnikov, Alexandr Malcev, Nikolaj Drozděckij, Vladimir Golikov, Anatolij Semjonov, Sergej Světlov, Alexandr Skvorcov, Andrej Chomutov, Vjačeslav Bykov, Vladimir Kovin, Michail Vasiljev, Michail Varnakov, Viktor Ťumeněv.

Trenéři: Viktor Tichonov, Vladimir Jurzinov.
2.  Československo

Brankáři: Jiří Králík, Karel Lang, Jaromír Šindel.

Obránci: Radoslav Svoboda, Miloslav Hořava, Stanislav Hajdůšek, Arnold Kadlec, Milan Chalupa, Miroslav Dvořák, Eduard Uvíra, Peter Slanina, Miroslav Michalovský, Antonín Plánovský, Jaroslav Benák, František Musil, Ladislav Kolda, Mojmír Božík.

Útočníci: Pavel Richter, Milan Nový, Jaroslav Hübl, Jiří Lála, Jindřich Kokrment, Lubomír Pěnička, Vincent Lukáč, Dárius Rusnák, Jaroslav Pouzar, Jaroslav Korbela, Norbert Král, František Černík, Oldřich Válek, František Černý, Jiří Dudáček, Vladimír Růžička, Peter Ihnačák, Igor Liba, Jiří Šejba, Dušan Pašek, Ivan Dornič, Rostislav Vlach.

Trenéři: Luděk Bukač, Stanislav Neveselý.